# Trebacosa
Trebacosa es un género de arañas araneomorfas de la familia Lycosidae. Se encuentra en la zona holártica.

## Lista de especies
Según The World Spider Catalog 12.5:
- Trebacosa brunhesi Villepoux, 2007
- Trebacosa europaea Szinetár & Kancsal, 2007
- Trebacosa marxi (Stone, 1890)